# Charles Édouard de La Jaille
Charles Édouard de la Jaille est un amiral et homme politique français, né le 7 janvier 1836 à Nantes (Loire-Inférieure) et mort le 19 août 1925 à Paris.
Il est grand-croix de la Légion d'honneur.

## Biographie
Charles Édouard de La Jaille est le fils de Charles André de La Jaille et de Caroline du Bois d'Estrelan. Il est le frère du général Charles-André de La Jaille. 
Ses études secondaires terminées au lycée de Nantes, Édouard de La Jaille intègre l'École navale en 1852 et mène une carrière militaire qui l'amène au grade de vice-amiral en 1891, au moment de son passage dans le cadre de réserve, en 1900. Il sera notamment préfet maritime à Brest et à Toulon, et commandant de l'escadre de Méditerranée.
En 1901, il est élu sénateur de la Loire-Inférieure, lors d'une élection partielle. À la Chambre haute, il siège à droite. Il sera réélu en 1906 et ne se représentera pas en 1920. Il s'occupe essentiellement des questions de marine, tant civile que militaire. Proche de l'Entente nationale, un groupement catholique réactionnaire, il siège à droite. Il a présidé le comité des inscriptions de la marine, et a été membre du conseil supérieur de la Marine.
Il est enterré au cimetière La Bouteillerie.
Marié à Jacquemine de La Tour du Pin Chambly de La Charce, fille de Gabriel de La Tour du Pin Chambly de La Charce (président du Conseil général de la Vendée) et nièce par alliance de l'amiral René de Cornulier, il est le beau-père du général Louis du Pré de Saint-Maur, d'Henri Boscals de Réals, de Jules Bonnin de La Bonninière de Beaumont et d'André de La Gorce.

## Publications
- avec M. Millerand, Roger Lambelin, Paul Copin-Albancelli, L'Armée et la Franc-maçonnerie, Bourges, Éditions de L'Entente nationale, [1905].

## Distinctions
- Grand-croix de la Légion d'honneur
- Médaille de la Baltique

## Sources
- « Charles Édouard de La Jaille », dans le Dictionnaire des parlementaires français (1889-1940), sous la direction de Jean Jolly, PUF, 1960 [détail de l’édition]
- Étienne Taillemite, Dictionnaire des marins français, Paris, éditions Tallandier, 2002 (1re éd. 1982), 573 p. (ISBN 2-84734-008-4)
- Émilien Maillard, Nantes et le département au XIXe siècle : littérateurs, savants, musiciens, & hommes distingués, 1891.